# Beatrice Hagen
Beatrice Liberty Hagen  (* 4. Juli 1899 in Barton County (Kansas); † 22. Juli 1987 in Ellinwood) war eine US-amerikanische Mathematikerin und Hochschullehrerin.

## Leben und Forschung
Hagen erhielt ihre Grund- und Sekundarschulbildung an öffentlichen Schulen und absolvierte 1916 die Ellinwood High School. Sie studierte dann Mathematik an der University of Kansas, wo sie 1920 den Bachelor-Abschluss erhielt. Sie unterrichtete anschließend an den Kansas High-Schools bis 1922 in Burlington und bis 1924 in Dodge City. Sie studierte dann an der University of Chicago, wo sie 1926 ihren Master-Abschluss erhielt. Bis 1927 unterrichtete sie am Ozark Wesleyan College in Karthago, Missouri und lehrte von 1928 bis 1929 am Nebraska State Normal College (jetzt Chadron State College) in Chadron. Nach weiterem Studium an der University of Chicago promovierte sie 1930 bei Ernest Preston Lane mit der Dissertation: Quintuples of Three-Dimensional Varieties in a Four-Dimensional Linear Space. Danach unterrichtete sie am Fort Hays Kansas State College (jetzt Fort Hays State University) und ging 1931 bis zu ihrer Pensionierung 1959 als Ausbilderin an das Pennsylvania State College (heute Pennsylvania State University). 1940 wurde sie zur Assistenzprofessorin befördert, 1945 zur Associate Professorin und 1956 zur Professorin. Zu ihren Kolleginnen gehörte Helen Brewster Owens, Teresa Cohen, Aline Huke Frink und Ethel Moody. Nach ihrer Pensionierung wurde sie zur außerordentlichen Professorin an der Kansas State University ernannt und unterrichtete dort bis 1962. 1964 zog sie nach Great Bend, Kansas.

## Mitgliedschaften
- American Mathematical Society
- MAA
- Sigma Delta Epsilon
- American Association of University Women
- Phi Beta Kappa
- Sigma Xi
- Pi Mu Epsilon

## Veröffentlichungen (Auswahl)
- 1940: mit C. C. Wagner, E. Johnson, Jr.,  C. H. Graves: Introduction to Statistics. State College, PA: Pennsylvania State College. Subsequent eds.: 1941, 1944, 1949, 1952.
- 1941: mit R. B. Rasmusen: Comments on canonical lines. Bull. Amer. Math. Soc. 47.